# ホボウストーブ
ホボウストーブ (英: Hobo stove 独: Hobokocher) あるいはホボウクッカーはホーボー、放浪者、ホームレス、およびバックパッカーに使用される簡単な造りの焜炉である。
元々は空き缶で製作された木を燃料とする即席の調理ストーブで、これがホーボー、すなわち時には貨物列車に無賃乗車をして北米を渡り歩く労働者が暖を取ったり料理するのに使われたため命名され、とりわけ大恐慌の時代には盛んに使用された。現代では同じ原理で機能する工業製品として生産されたトレッキング用のストーブも用いられている。災害時に水を煮沸消毒したり温かい食事を作るのにも使用できる。

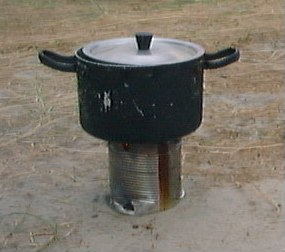
典型的なホボウストーブ

## 構造と機能

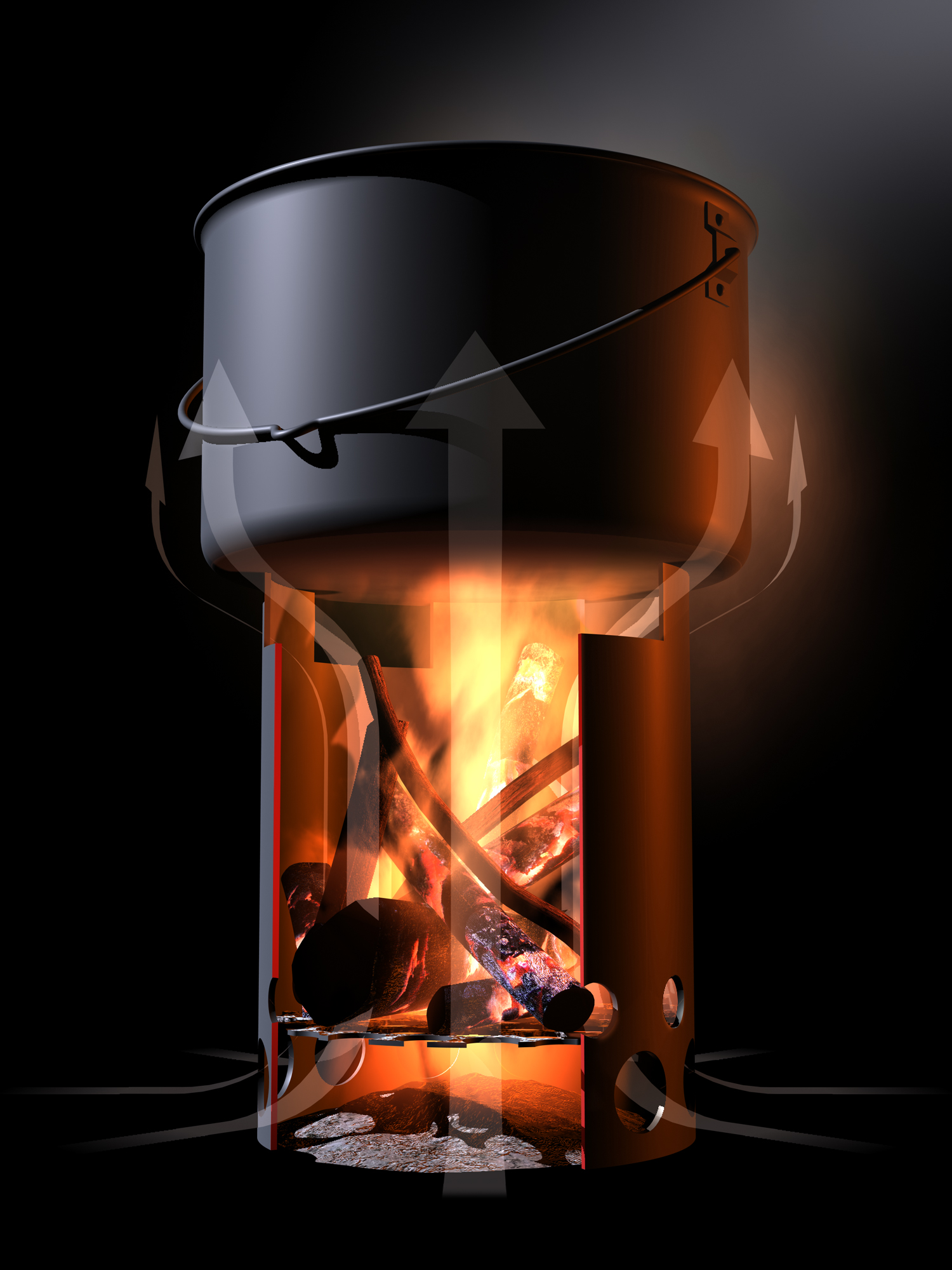
ホボウストーブの対流 (断面図)

ホボウストーブは大抵、様々な大きさの空き缶の蓋を取り除き、上側と下側に幾つか穴を開けることによって製作される。これが燃焼室となり、炉となり、五徳ともなる。
単純な構造のホボウストーブの場合、燃料は缶の底に置く。右の写真のように缶の底の少し上に空気の流れを良くし灰を落とすための火格子（あるいは金属板に穴を開けて製作した火格子として機能するもの）を有する場合は、その上に燃料を込める。熱と煙は上部に空けられた穴から放出され、対流により底の近くに空けられた開口部から空気が取り入れられる。
通常、ホボウストーブは開いた蓋の部分に鍋を置いて加熱するが、中には缶を逆さにして底の部分をフライパンのように用いて調理するバリエーションも存在する。
ホボウストーブの利点として多種の燃料を使用できる点が挙げられる。一般的なのは地面に落ちている乾いた小枝、薪、松かさ、固形燃料、可燃性のゴミである。湿った木や朽ち木も使用できる。砂漠や高山以外なら燃料はほとんどどこでも調達可能である。
ホボウストーブの別の利点は製作の容易さである。ホボウストーブ自体はさまざまな材料から組み立てることができ、ペンキや食品の缶、バケツ、ドラム缶が良く用いられる。

## 現代のホボウストーブ
アウトドアブームにより色々なタイプのホボウストーブが購入可能となった。小型の製品はバックパックに、バケツ程の大きさの物はカヌーツアーやオートキャンプに向く。海外の製品の他、国産品もある。折り畳みあるいは分解可能で収納しやすい製品もある。クッカーと組み合わせて収納スペースを節約する物もある。

## トレッキングでの使用

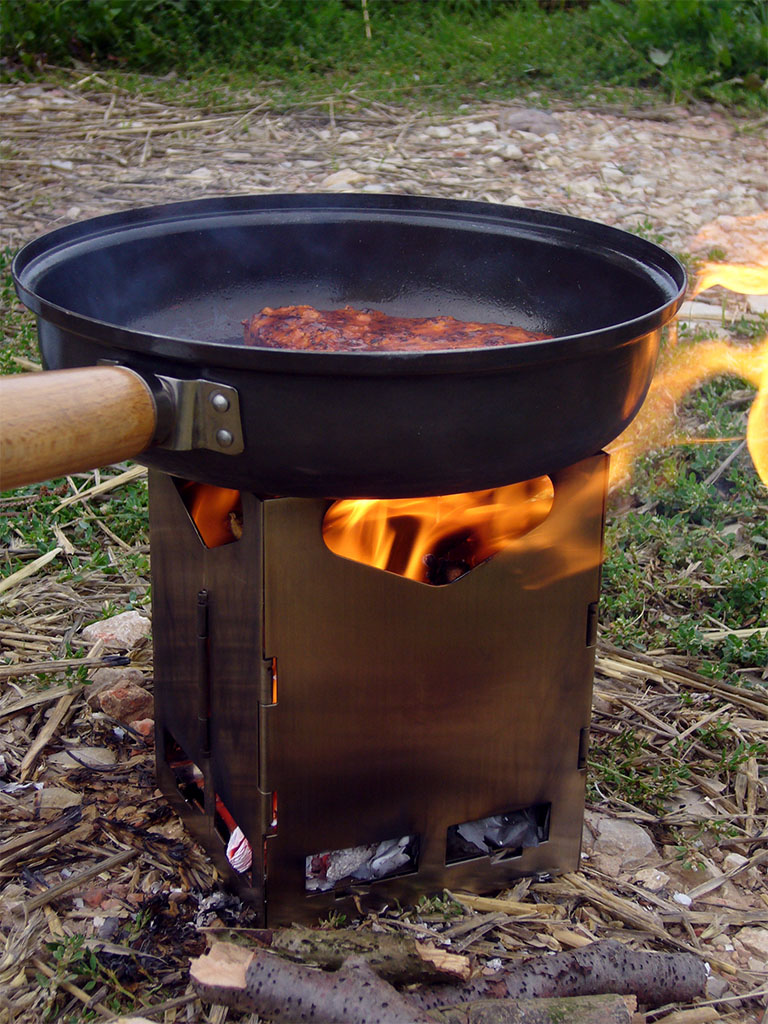
折り畳み可能な商品の例

火を焚いて料理をする事により携行する燃料を減らすことができる。それゆえホボウストーブは以下のような旅行の場合は検討に値する。
- 長期の単独行
- 市販の化石燃料が入手困難な地域
- ストーブを広範囲に使う必要がある（雪を溶かす、水を煮沸殺菌する、暖を取る、照明にする）場合
- 公共交通機関で移動する場合。（航空機[2]だけではなく、例えばJRも規則上はコンロは持込禁制品である[3]）

主な短所は以下である 
- 多くの場合、他の方式の焜炉よりも本体の重量が増す
- 火災防止のための直火に対する制限がほぼそのまま適用される
- すすと煙で調理器具やストーブが汚れる
- 火の粉が飛ぶ
- 火力の調節が簡単にはできない（火力が強すぎる場合は燃焼中の木の一部をいったん取り出す）
- 高山では燃料が入手しづらいため使用は不向き
- 雨天での使用は困難

自然の中でホボウストーブを使用するのはキャンプファイヤーよりも危険が少ないと考える人もいるが、焚き火である以上は危険性は常に存在するため、同等の注意と責任を持った火元管理が使用者に求められる。復元力の乏しい自然環境では地面に焚き火の跡や灰・燃えカスを残さないようにして地表面を保護する必要がある。枯れ木が乏しく地元においては貴重な燃料として用いられている地域ではホボウストーブを使用するのは控えるべきである。

## 画像
- 自作品でマイン河の河川敷でジャガイモを料理している。
- カトラリー立てで製作したもの。ブィスワ川で野営した際に使用。
- PCの冷却ファンの網を五徳にして上に別の缶を載せ鍋として用いたもの。